# Ramusella suciui
Ramusella suciui är en kvalsterart som först beskrevs av Hammer 1968.  Ramusella suciui ingår i släktet Ramusella och familjen Oppiidae. Inga underarter finns listade i Catalogue of Life.